# آخرین نامه از معشوقه‌ات
آخرین نامه از عاشقت (به انگلیسی: The Last Letter from Your Lover) یک فیلم سینمایی درام و عاشقانه محصول سال ۲۰۲۱ به کارگردانی آگوستین فریزل و نویسندگی نیک پین و استا اسپالدینگ است. این فیلم یک داستان عاشقانه با دو روایت است که بین سالهای ۱۹۶۰ و ۲۰۰۳ بین لندن و ریویرا اتفاق می‌افتد و براساس رمان پرفروشی به همین نام از جوجو مویز ساخته شده‌است. فلیسیتی جونز، کلوم ترنر، جو آلوین و شیلین وودلی در این فیلم به ایفای نقش پرداخته‌اند.
داستان در دو دوره زمانی متفاوت می‌گذرد و درباره جنیفر استرلینگ، یک زن خانه‌دار در سال ۱۹۶۰ و الی هاورث یک روزنامه‌نگار امروزی و اینکه چگونه هر دوی آن‌ها مجذوب نامه‌ای می‌شوند که به طور تصادفی پیدا می‌کنند.
آخرین نامه از معشوقه شما در ۲۳ ژوئیه ۲۰۲۱ توسط نتفلیکس در سالن‌های منتخب و در ۶ اوت ۲۰۲۱ توسط استودیوکانال در پادشاهی متحده به نمایش درآمد.

## داستان
روزنامه‌نگار جوانی به نام الی هاورث، تلاش می‌کند تا با پیدا کردن نامه‌هایی در بایگانی، به داستان زوجی که رابطه عاشقانه و ممنوعه‌ای در اواسط دهه ۱۹۶۰ داشتند، پی ببرد.

## بازیگران
- فلیسیتی جونز در نقش الی هاورث، روزنامه‌نگار جوانی که مجموعه از نامه‌های عاشقانه را در بایگانی رسمی لندن امروزی کشف می‌کند.
- کلوم ترنر در نقش آنتونی اوهار، روزنامه‌نگاری در دهه ۱۹۶۰ که می‌خواهد داستانی درباره لارنس بنویسد.
  - بن کراس در نقش آنتونی اوهار میانسال
- جو آلوین در نقش لارنس استرلینگ، همسر جنیفر که یک تاجر موفق و سرسخت در دهه ۱۹۶۰ است.
- نبهان ریضوان در نقش روری مک‌کالن، همکار الی هاورث
- شیلین وودلی در نقش جنیفر استرلینگ، همسر لارنس، که امکانات و زندگی عالی دارد.
  - دایانا کنت در نقش جنیفر استرلینگ میانسال

## انتشار
در اوت ۲۰۱۹ اعلام شد که نتفلیکس حق پخش فیلم در ایالات متحده و سایر مناطق بین‌المللی را خریده‌است و در ۲۳ ژوئیه ۲۰۲۱ در سالن‌های منتخب به نمایش درآمد. و در ۶ اوت ۲۰۲۱، در بریتانیا و ایرلند منتشر شد.